# DJ Scheme
Gabriel Guerra (ur. 23 maja 1997 w Palm Beach), znany zawodowo jako DJ Scheme – amerykański producent muzyczny oraz DJ z Palm Beach na Florydzie. Pracował z takimi artystami jak Juice WRLD i Ski Mask the Slump God, a także był bliskim przyjacielem nieżyjącego już XXXTENTACION. Utwór "Conversations" Juice’a WRLDa który Scheme wyprodukował pokrył się platyną w USA a jego wspólna piosenka z Lil Gnarem, Chief Keefem i Ski Mask the Slump Godem, "New Bugatti" zajęła 38. miejsce na listach przebojów w Nowej Zelandii. Jest właścicielem własnej wytwórni muzycznej Scheme Records.

## Życiorys
Gabriel Guerra urodził się w Palm Beach na Florydzie w 1997 roku. Zaczął uczyć się gry na kilku instrumentach, ale kiedy poznał innego artystę z południowej Florydy, Wifisfuneral, Guerra bardziej skupił się na produkcji muzycznej cyfrowo. DJ Scheme asystował Wifisfuneral przy jego utworach w 2014 roku i od tego momentu zaczął współpracować z innymi raperami z sceny na Florydzie. W ciągu następnych kilku lat Scheme pracował nad utworami z Kid Trunks, Ski Mask the Slump God, Craig Xen i wyprodukował kilka ogromnych hitów dla swojego bliskiego przyjaciela XXXTentacion. Swój pierwszy solowy projekt wydał w 2019 roku, składającą się z trzech utworów Preseason EP, na której wystąpili Danny Towers, Lil Yachty i Ski Mask the Slump God. W następnym roku pojawił się jego debiutancki album studyjny Family. Album zawierający 17 utworów zawierał wokale znanych artystów, takich jak Cordae, Ty Dolla $ign, Skrillex. W 2021 roku ukazała się luksusowa wersja Family, która zawierała piosenkę „Buck 50”, w której gościnnie wystąpił nieżyjący już raper i wokalista Juice WRLD. Guerra występował jako DJ na licznych znanych festiwalach; w tym na najpopularniejszym festiwalu hip-hopowym Rolling Loud czy na europejskiej trasie koncertowej $uicideboy$.

## Dyskografia

### Albumy studyjne
- Family (2020)

#### EP
- Preseason (2019)